# بازا سوداء
بازا سوداء (الاسم العلمي: Aviceda leuphotes) هو نوع من الطيور ينتمي إلى الفصيلة البازية.